# Международная академия архитектуры
Международная академия архитектуры — академия, основанная ЮНЕСКО в 1987, по другим данным в 1988 году. В 1988 году она получила аккредитацию при ООН. Деятельность академии направлена на стимулирование развития архитектуры и архитектурного образования.
После открытия ведущие советские архитекторы вошли в состав академиков и профессоров академии. Впоследствии основан московский филиал. После распада СССР в 1991 году на основе филиала в Москве было создано Московское отделение Международной академии архитектуры (МААМ).
У академии есть активные члены в следующих 39 странах: Армения, Австрия, Аргентина, Беларусь, Бразилия, Бельгия, Болгария, Канада, Чили, Китай, Чешская Республика, Дания, Грузия, Кыргызстан, Германия, Финляндия, Франция, Греция, Япония, Иордания, Индия, Италия, Казахстан, Корея, Литва, Мальта, Мексика, Малайзия, Нидерланды, Португалия, Россия, Словакия, Испания, Швейцария, Турция, Украина, Соединённое Королевство, Соединённые Штаты Америки, Узбекистан.
Раз в три года проходят Заседания Генеральной Ассамблеи Международной Академии Архитектуры (IAA). На нём члены Академии дополняют устав и избирают новых академиков. Академия также проводит Всемирную триеннале по архитектуре.
1 апреля 2016 года в Баку открылся Азербайджанский академический центр Московского отделения Международной академии архитектуры (МААМ).